# Bengt Berger

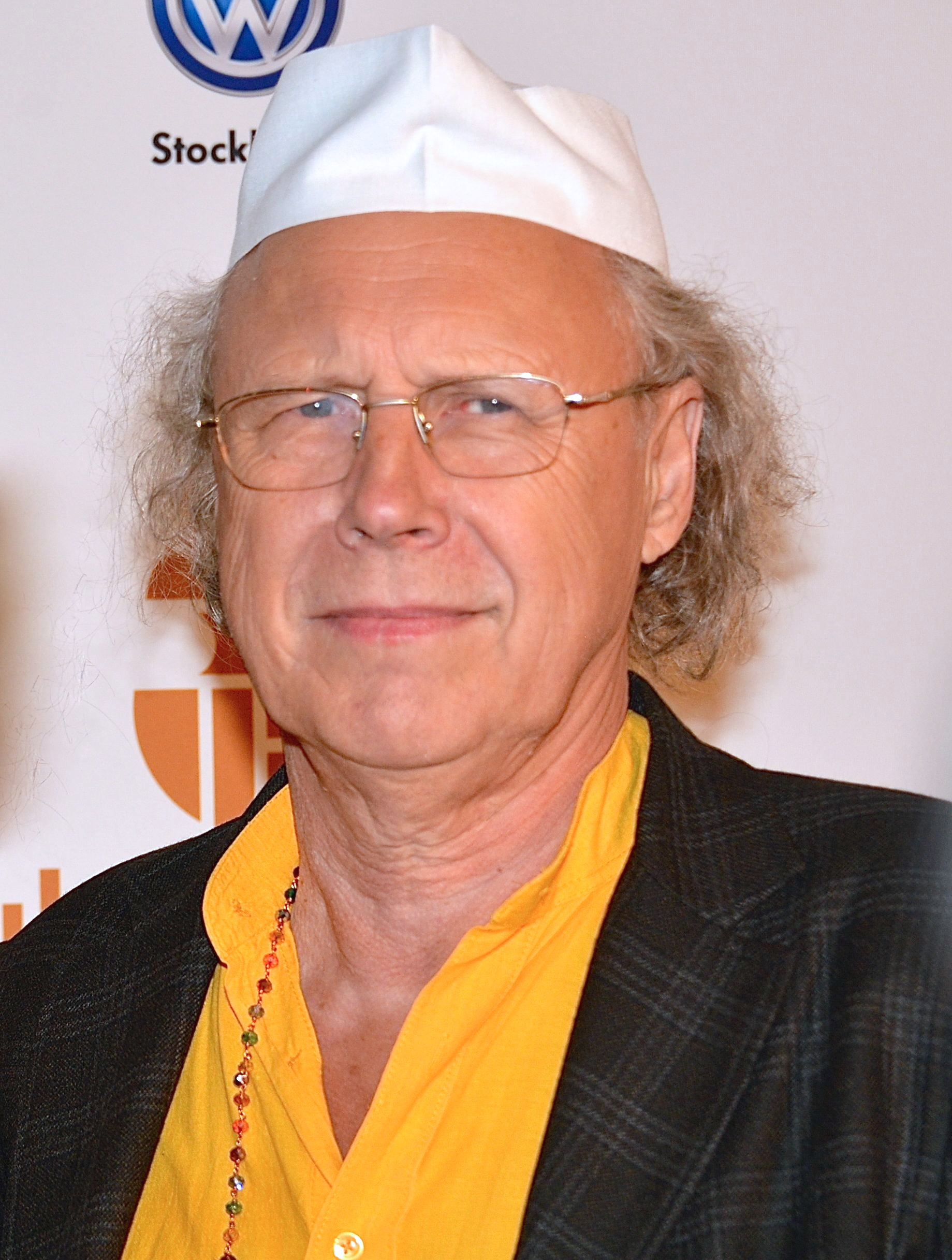
Bengt Berger

Bengt Berger (Aussprache [ˌbɛŋːt ˈbæɹːʝəɹ], * 31. August 1942 in Stockholm) ist ein schwedischer Schlagzeuger, Komponist und Produzent des World-Jazz.

## Leben und Wirken
Berger hörte 1956 sein erstes Jazzkonzert, eine Jazz-at-the-Philharmonic-Tournee mit Gene Krupa. Erst mit 20 Jahren fing er mit dem Schlagzeugspiel an, wobei er viel übte und von Elvin Jones beeinflusst war. Während der späten 1960er Jahre studierte er die klassische indische Musik (von Nord- und Südindien) bei Taranath Rama Rao und Vidwan P.S. Devarajan; er lernte dort die Perkussionsinstrumente Tabla und Mridangam. In den 1970er Jahren beschäftigte er sich eingehend mit afrikanischen Musiktraditionen, insbesondere dem westafrikanischen Xylophonspiel und der Perkussion der Ewe Brong-Ahafu und Lo-Birifor-Traditionen in Ghana.
Bengt Berger spielte nach der Rückkehr nach Schweden zunächst bei der Band Arbete & Fritid, mit der er 1970 ein Album auf dem Sonet-Label veröffentlichte und bei Rena Rama, die er mit Bobo Stenson und Palle Danielsson gründete, zu der dann noch Lennart Åberg und Leroy Lowe stießen. Daneben war er Mitglied der Band von Don Cherry und war an dessen Alben Organic Music Society (1972) und Eternal Now (1973) beteiligt und gehörte dann zur Gruppe Spjärnsvallet. Zu Beginn der 1980er gründete er die Band Bitter Funeral Beer; mit ihr und Don Cherry nahm er 1982 für das Jazzlabel ECM das gleichnamige Album auf; im gleichen Jahr trat er mit dieser Band auf dem Deutschen Jazz Festival in Frankfurt auf. Später spielte er bei Chapter 7, mit Lena Willemark in enteli, in Old School, aktuell (2008) bei Grand Slam und BENT.
Berger war im Laufe seiner Karriere an Plattenaufnahmen vieler Künstler beteiligt, wie Don Cherry, Palle Danielsson, Nisse Sandström, Bernt Rosengren, Jan Wallgren, Torkel Rasmussen, Per Tjernberg, Jonas Knutsson. Mit Berger-Knutsson-Spering und Neneh und Eagle Eye Cherry spielte er das Tributalbum „See You in a Minute“ mit Musik Don Cherrys ein.
Berger betätigte sich außerdem als Produzent des Plattenlabels Country & Eastern, auf dem zahlreiche Alben mit afrikanischer Folkmusik, klassische indische Musik wie auch Jazz, Folk und improvisierte Musik erschienen. Er schrieb auch Musik für Theater- und Tanz-Produktionen.
Sein Sohn Simon J. Berger ist ein Schauspieler, sein zweiter Sohn Jöns Jönsson ein Regisseur. Im Jahr 2002 heiratete Berger die Schauspielerin Ann Petrén.